# 天主教阿貝奧庫塔教區
天主教阿贝奥库塔教區（拉丁語：Dioecesis Abeokutanus）是尼日利亞一個羅馬天主教教區，屬拉各斯總教區。
教區成立於1997年10月24日，位於奧貢州的西部。2006年有54,500名教友（佔轄區總人口2.7%）、十八個堂區、廿八名司鐸。現任教區主教為伯多祿·卡約德·奧德托因博。